# 布容尼斯-松山反轉
布容尼斯-松山反轉是以伯納德·布容尼斯和松山基範命名的地質事件。地磁场約於 781,000 年前經歷最近一次的地磁逆轉事件。由於逆轉過程歷時的估算眾說紛紜，各方對於確切發生年份的看法存在分歧。有說這逆轉經過了數千年才完成，有說其過程應該更短，甚至可能在人的一生內發生。
在地球上不同的特定地點，這個逆轉的歷時估算在 1,200 至 10,000 年間。這差異取決於這特定地點處於哪個地磁緯度，而局部地區受地磁的非偶極組件影響所以經歷不同的逆轉過程。
布容尼斯-松山反轉是由國際地層委員會挑選出的一個全球界线层型剖面和点位（GSSP），用以作為更新世早期的卡拉布里亚期和中期的千叶期的分界。可以為一些海洋沉積物岩芯和低空地面噴發火山岩訂定年份。有個高度推論性的研究指出布容尼斯-松山反轉與廣闊的澳亞散布區有關聯。

## 延伸閱讀
- Behrendt, J.C., Finn, C., Morse, L., Blankenship, D.D. "One hundred negative magnetic anomalies over the West Antarctic Ice Sheet (WAIS), in particular Mt. Resnik, a subaerially erupted volcanic peak, indicate eruption through at least one field reversal （页面存档备份，存于）" University of Colorado, U.S. Geological Survey, University of Texas.  (U.S. Geological Survey and The National Academies); USGS OF-2007-1047, Extended Abstract 030.  2007.